# Primož Roglič
Primož Roglič (Trbovlje, 29 ottobre 1989) è un ciclista su strada ed ex saltatore con gli sci sloveno che corre per il team Red Bull-Bora-Hansgrohe.
Professionista dal 2013, Roglič, soprannominato Rogla, ha caratteristiche di passista-scalatore, possiede ottime doti da cronoman ed è anche veloce allo sprint. In carriera ha vinto un'edizione del Giro d'Italia (nel 2023), quattro della Vuelta a España (nel 2019, 2020, 2021 e 2024) e una della Liegi-Bastogne-Liegi (nel 2020), oltre a una medaglia d'oro a cronometro ai Giochi olimpici 2020 di Tokyo, quattro tappe al Giro d'Italia, tre al Tour de France e quindici alla Vuelta a España, facendo sue anche svariate corse a tappe di una settimana; è stato inoltre argento a cronometro ai campionati del mondo 2017 di Bergen.

## Carriera

### L'attività nel salto con gli sci e gli esordi nel ciclismo
In gioventù gareggia nel salto con gli sci, entrando nel settore giovanile nazionale a quattordici anni e ottenendo la prima vittoria nel 2006 a Planica. Nel gennaio 2007 a Tarvisio è campione del mondo juniores a squadre con il quartetto sloveno e a fine anno debutta nelle gare senior FIS; tuttavia, non riuscendo a ottenere risultati di rilievo, abbandona l'attività nel gennaio 2011 per dedicarsi al ciclismo.
Nel 2013 viene messo sotto contratto dal team sloveno Adria Mobil e nella stagione prende parte a diverse prove del circuito Europe Tour, senza particolari risultati. L'anno dopo coglie le prime vittorie, facendo sue una tappa al Tour d'Azerbaïdjan in maggio e la Croatia-Slovenia in solitaria a fine agosto; è terzo e miglior scalatore al Sibiu Cycling Tour (con tre podi parziali) e quarto ai campionati nazionali in linea. A fine anno partecipa con la sua squadra alla cronometro a squadre dei campionati del mondo di Ponferrada. Nel 2015, ancora in maglia Adria Mobil, ottiene numerose vittorie e piazzamenti nelle gare dell'Europe Tour. A inizio anno è secondo al Grand Prix Izola, quinto all'Istrian Spring Trophy, miglior scalatore alla Settimana Internazionale di Coppi e Bartali e secondo nella graduatoria finale del Tour of Croatia (battuto da Maciej Paterski). In maggio vince una tappa e la classifica finale del Tour d'Azerbaïdjan, mentre in giugno fa sue una frazione e la graduatoria finale del Giro di Slovenia, precedendo l'esperto Mikel Nieve, e in luglio una tappa al Tour of Qinghai Lake in Cina. Le belle prestazioni gli valgono la firma di un contratto biennale con il team World Tour olandese Lotto NL-Jumbo per il 2016.

### 2016-2017: i primi risultati nel World Tour e l'argento mondiale

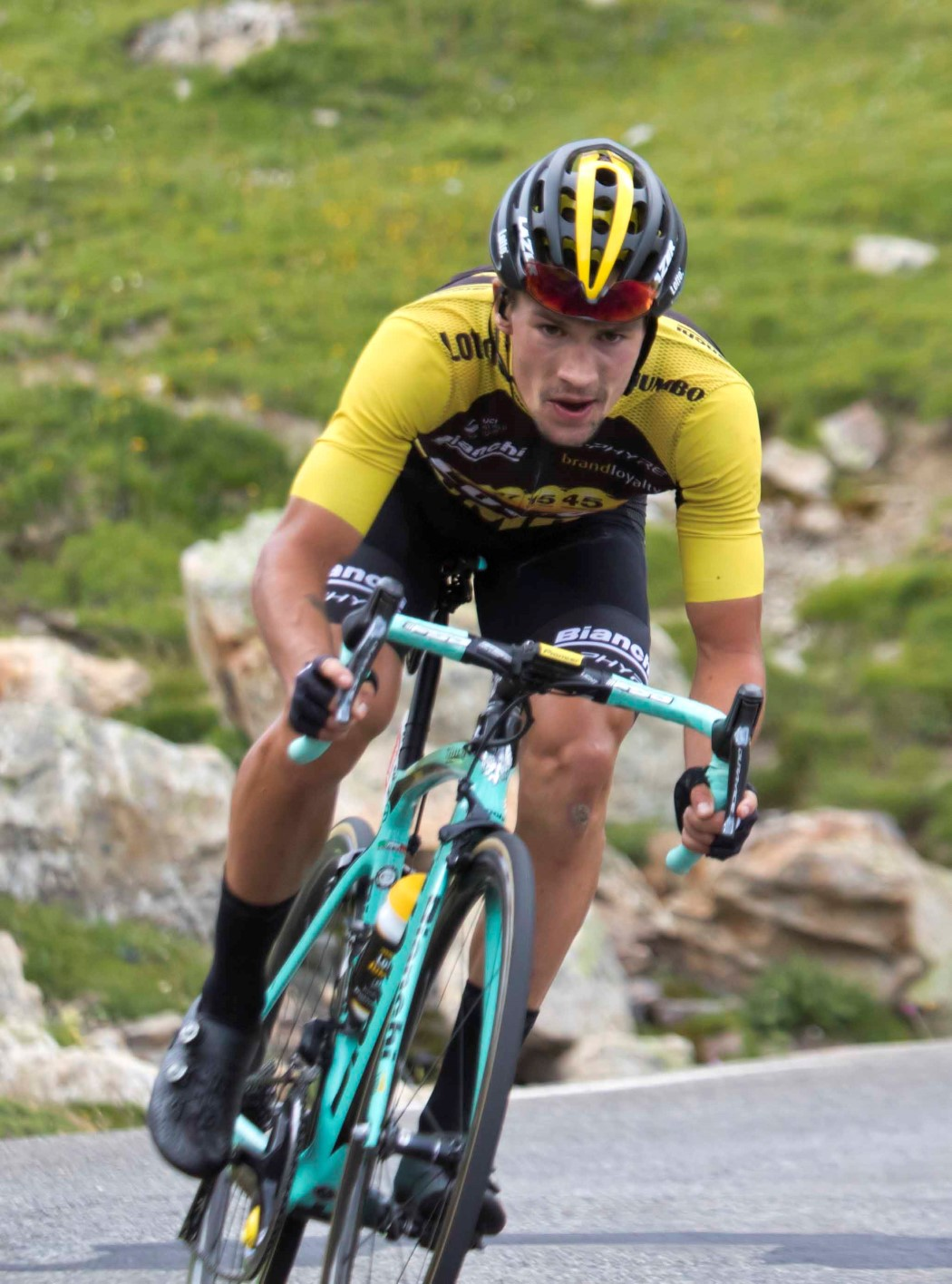
Roglič in azione in una discesa della diciassettesima tappa del Tour de France 2017

Nel 2016, al primo anno nel World Tour, si piazza quinto alla Volta ao Algarve e secondo nella tappa finale della Volta Ciclista a Catalunya. Al Giro d'Italia si mette in evidenza, prima mancando per un solo centesimo la maglia rosa nella prima tappa a cronometro (battuto da Tom Dumoulin) ad Apeldoorn e poi vincendo la nona frazione, sempre a cronometro, a Greve in Chianti. Fa suo il titolo nazionale a cronometro ed è terzo nella cronometro del Giro di Polonia, mentre tra agosto e settembre, sempre nelle prove contro il tempo, si classifica decimo ai Giochi olimpici di Rio de Janeiro e settimo ai campionati europei di Plumelec.
Apre la stagione 2017 con la vittoria finale alla Volta ao Algarve, ottenuta grazie al secondo posto sull'Alto da Fóia e al terzo posto nella cronometro di Sagres. Si mette in evidenza tra marzo e aprile, prima alla Tirreno-Adriatico, con il terzo posto nella tappa dei muri a Fermo e il quarto posto finale, e poi al Giro dei Paesi Baschi, in cui si aggiudica due vittorie di tappa, una in linea e una a cronometro, con il quinto posto finale. Vince la tappa finale, a cronometro, al Giro di Romandia, concludendo la corsa al terzo posto della generale a 26" dal vincitore Richie Porte. Nel mese di giugno vince il prologo iniziale dello Ster ZLM Toer, che conclude al secondo posto, 11" dietro José Gonçalves. A luglio corre il suo primo Tour de France: in quella Grande Boucle si piazza quarto nella tappa di Le Puy-en-Velay, si aggiudica in solitaria la frazione alpina di Serre Chevalier al termine di una lunga fuga e conclude secondo nella classifica scalatori della corsa. A settembre è medaglia d'argento nella prova a cronometro ai campionati del mondo di Bergen, concludendo la prova contro il tempo al secondo posto alle spalle di Dumoulin con un ritardo di 57", ma davanti ad altri specialisti come Chris Froome, Rohan Dennis e Tony Martin.

### 2018: il quarto posto al Tour de France

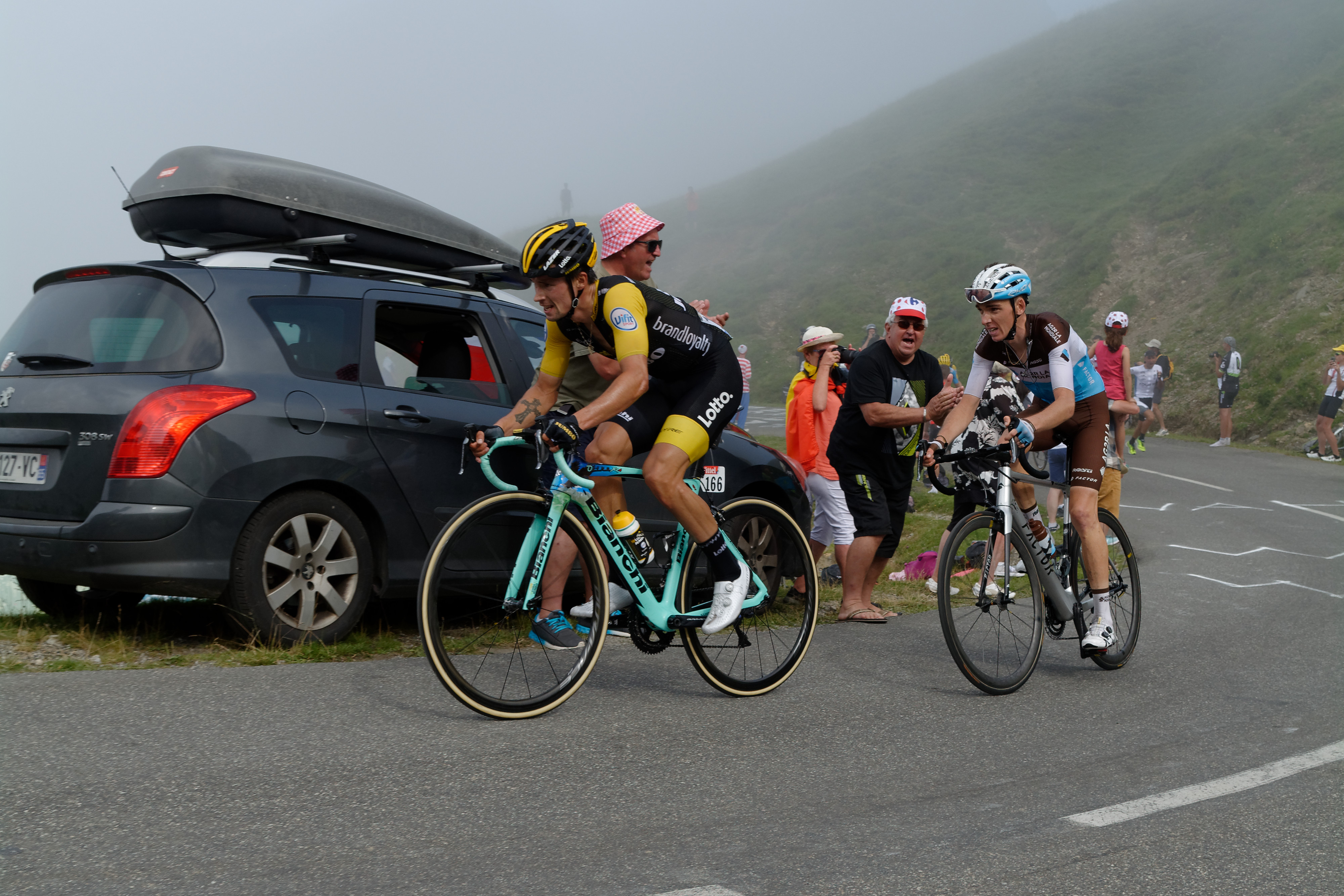
Roglič in azione, precede Romain Bardet sull'Aubisque in un momento della diciannovesima frazione del Tour de France 2018

Debutta nel 2018 alla Volta a la Comunitat Valenciana, chiudendo sesto a 42" dal vincitore Alejandro Valverde. Il primo successo per Roglič arriva alla Tirreno-Adriatico, con la vittoria della terza tappa grazie ad un bello scatto sul muro conclusivo di Trevi. Ad aprile partecipa al Giro dei Paesi Baschi, vincendo sia la quarta tappa che la classifica generale, precedendo Mikel Landa e Ion Izagirre rispettivamente di 1'09" e 1'42". Nello stesso mese conquista anche il Giro di Romandia dopo un'accesa battaglia con Egan Bernal, che chiude a soli 8" dallo sloveno. Decide quindi di correre a giugno il Giro di Slovenia in preparazione al Tour de France: vince la quarta e la quinta tappa (a cronometro), nonché la classifica generale con 1'50" di vantaggio su Rigoberto Urán e 2'14" su Matej Mohorič. Disputa il seguente Tour de France puntando alla classifica, concludendo costantemente con i migliori nelle tappe di montagna. Si impone al termine della diciannovesima frazione: rimasto con i migliori sull'Aubisque, ultima salita di giornata, stacca i big in discesa trionfando a Laruns con 19" sul poi vincitore finale Geraint Thomas. Momentaneamente terzo grazie alla vittoria, perde il podio il giorno seguente nella cronometro di Espelette, superato da Froome, concludendo la corsa al quarto posto. Nel finale di stagione è terzo al Tour of Britain, dopo aver vinto la cronometro a squadre della quinta frazione e vestito per un giorno la maglia di leader, e settimo al Giro dell'Emilia.

### 2019: il podio al Giro d'Italia e il trionfo alla Vuelta a España

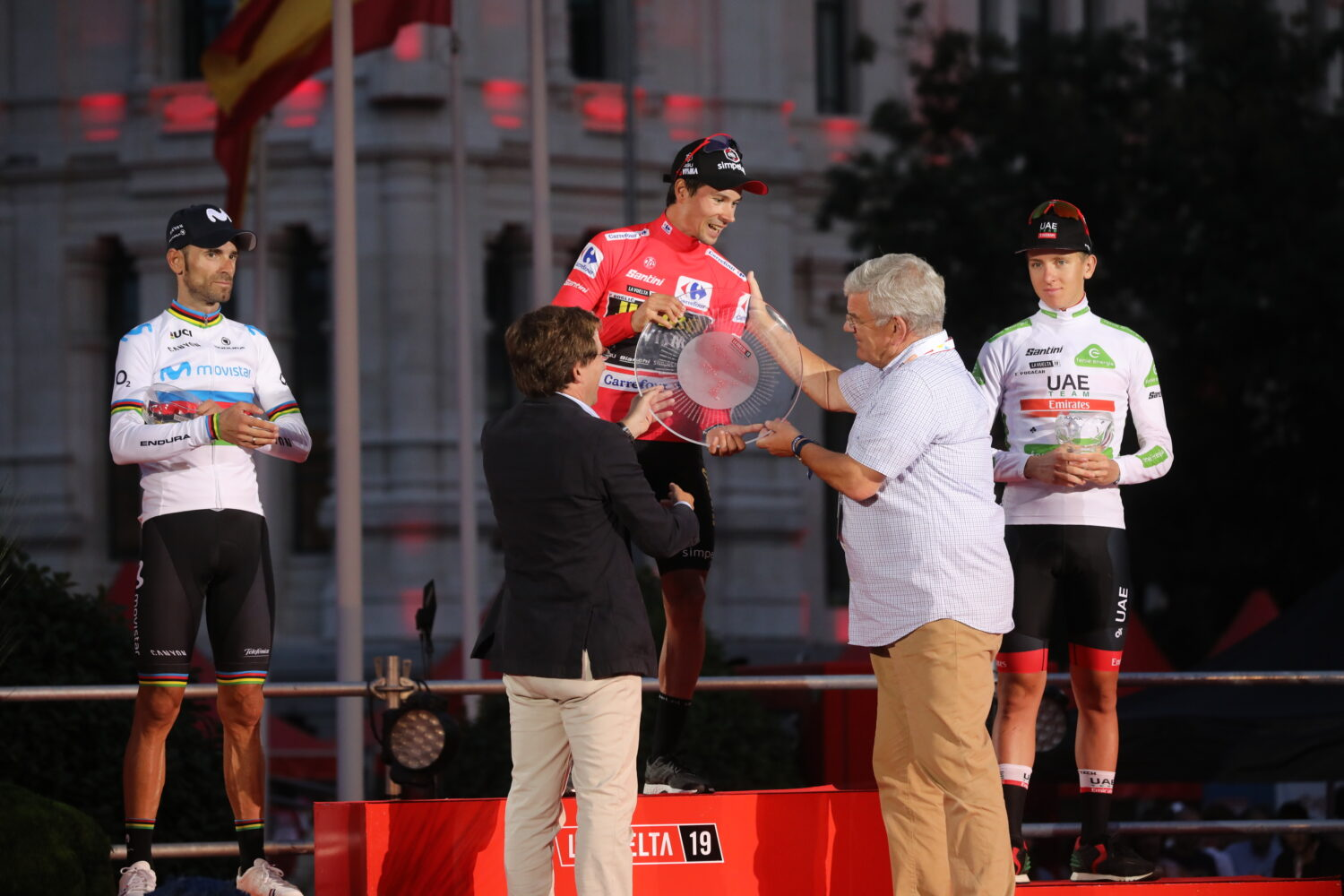
Roglič in maglia rossa sul gradino più alto del podio della Vuelta a España 2019 con Valverde (2º) e Pogačar (3º)

Il 2019 inizia con la vittoria della cronometro a squadre inaugurale dell'UAE Tour; si ripete nell'arrivo in salita della sesta tappa a Jebel Jais con uno sprint a ranghi ristretti, aggiudicandosi poi la classifica generale con 31" sullo spagnolo Valverde. In seguito partecipa alla Tirreno-Adriatico, rimanendo alle spalle di Adam Yates in classifica per le prime sei tappe: nella cronometro individuale finale di San Benedetto del Tronto, tuttavia, Roglič recupera i 25" di ritardo dal rivale, sopravanzandolo nella generale per un solo secondo. A fine aprile corre il Giro di Romandia, in preparazione al Giro d'Italia: lo sloveno domina la breve corsa a tappe elvetica vincendo la prima, la quarta e la quinta tappa, conquistando per il secondo anno consecutivo la classifica finale con 49" su Rui Costa e 1'12" su Thomas. A maggio è ai nastri di partenza del Giro: si veste di rosa alla prima tappa, vincendo nettamente la breve cronometro iniziale con arrivo al San Luca di Bologna. Perde le insegne del primato dopo cinque frazioni in favore di Valerio Conti, poi vince anche la seconda cronometro, quella della nona tappa con arrivo a San Marino. Complice dapprima un marcamento diretto con il rivale Vincenzo Nibali che gli fa perdere il vantaggio accumulato sul resto dei favoriti, anche per una serie di situazioni sfavorevoli, cui si aggiunge un netto calo di forma nell'ultima settimana di corsa, Roglič scivola fino al quarto posto della generale; sul podio finale dell'Arena di Verona è comunque terzo dietro Richard Carapaz e Nibali, recuperando nella terza e ultima prova contro il tempo il lieve distacco che lo separava da Landa.
Dopo quasi un mese di assenza dalle corse, prende il via ai campionati nazionali sloveni, nella prova in linea, dove termina in quarta posizione. A fine agosto è alla partenza della Vuelta a España con ambizioni di vittoria: orbita sempre nelle posizioni di vertice, fin quando vince la cronometro di Pau della decima frazione e si veste di rosso, colore che porterà fino a Madrid, precedendo Valverde e il connazionale Tadej Pogačar, facendo inoltre sua la classifica a punti della corsa. Il finale di stagione è incentrato sul Giro di Lombardia, che concluderà in settima posizione: in preparazione all'evento, vince Giro dell'Emilia e Tre Valli Varesine.

### 2020: il Tour sfiorato, la Liegi e il bis alla Vuelta

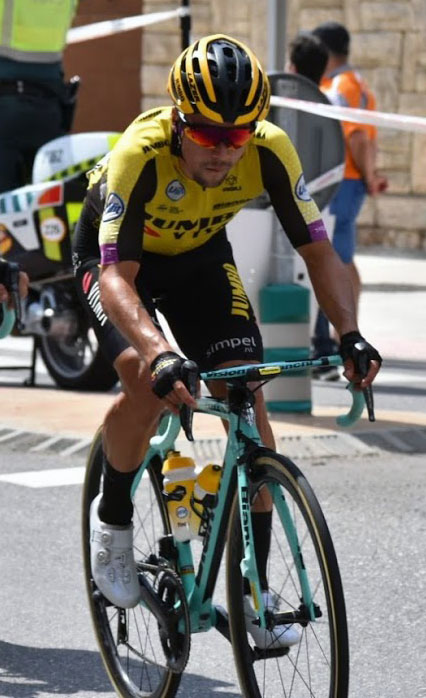
Roglič in azione, alla Liegi-Bastogne-Liegi 2020

Nel 2020 in un'annata segnata dallo stop delle competizioni causa pandemia globale, ci riprova al Tour de France, posticipato a settembre. In preparazione si laurea per la prima volta in carriera campione nazionale in linea davanti a Pogačar, conquistando poi il Tour de l'Ain, durante il quale vince la seconda e la terza tappa, e facendo sua una tappa al Giro del Delfinato.
Al Tour, dopo aver vinto la quarta tappa e aver indossato la maglia gialla per parecchi giorni, deve cederla nell'ultima cronoscalata della Planche des Belles Filles al connazionale Pogačar, che lo precederà poi a Parigi. Partecipa poi alla prova in linea dei Mondiali di Imola vinti dal francese Julian Alaphilippe, terminando con il gruppetto degli inseguitori in sesta posizione. Si rifà alla Liegi-Bastogne-Liegi, beffando con un colpo di reni sul traguardo lo stesso Alaphilippe, poi declassato per volata irregolare. Partecipa alla Vuelta a España come campione in carica: vince la prima, l'ottava, la decima e la tredicesima tappa e veste la maglia di leader per 13 giorni totali, portandola fino al traguardo finale di Madrid, davanti all'ecuadoriano Carapaz e al britannico Hugh Carthy. Oltre alla generale, fa sua per la seconda volta consecutiva anche la classifica a punti.

### 2021: la caduta al Tour, il titolo olimpico a cronometro e la terza Vuelta
Così come l'anno precedente, l'obiettivo stagionale è il Tour de France. Il lungo percorso di avvicinamento alla Grande Boucle parte proprio in Francia, sulle strade della Parigi-Nizza: nella corsa di una settimana di inizio marzo riesce ad imporsi nella quarta, nella sesta e nella settima tappa, non riuscendo tuttavia ad aggiudicarsi la generale, in quanto, nell'ultima frazione in cui è leader della classifica, rimane coinvolto in due cadute, perdendo oltre tre minuti e terminando la corsa in quindicesima piazza. Successivamente è al via del Giro dei Paesi Baschi, dove si aggiudica la cronometro inaugurale e la classifica generale. Nello stesso mese di aprile prende parte alla Freccia Vallone, che chiude secondo, alle spalle di Alaphilippe, mentre è tredicesimo alla Liegi-Bastogne-Liegi.

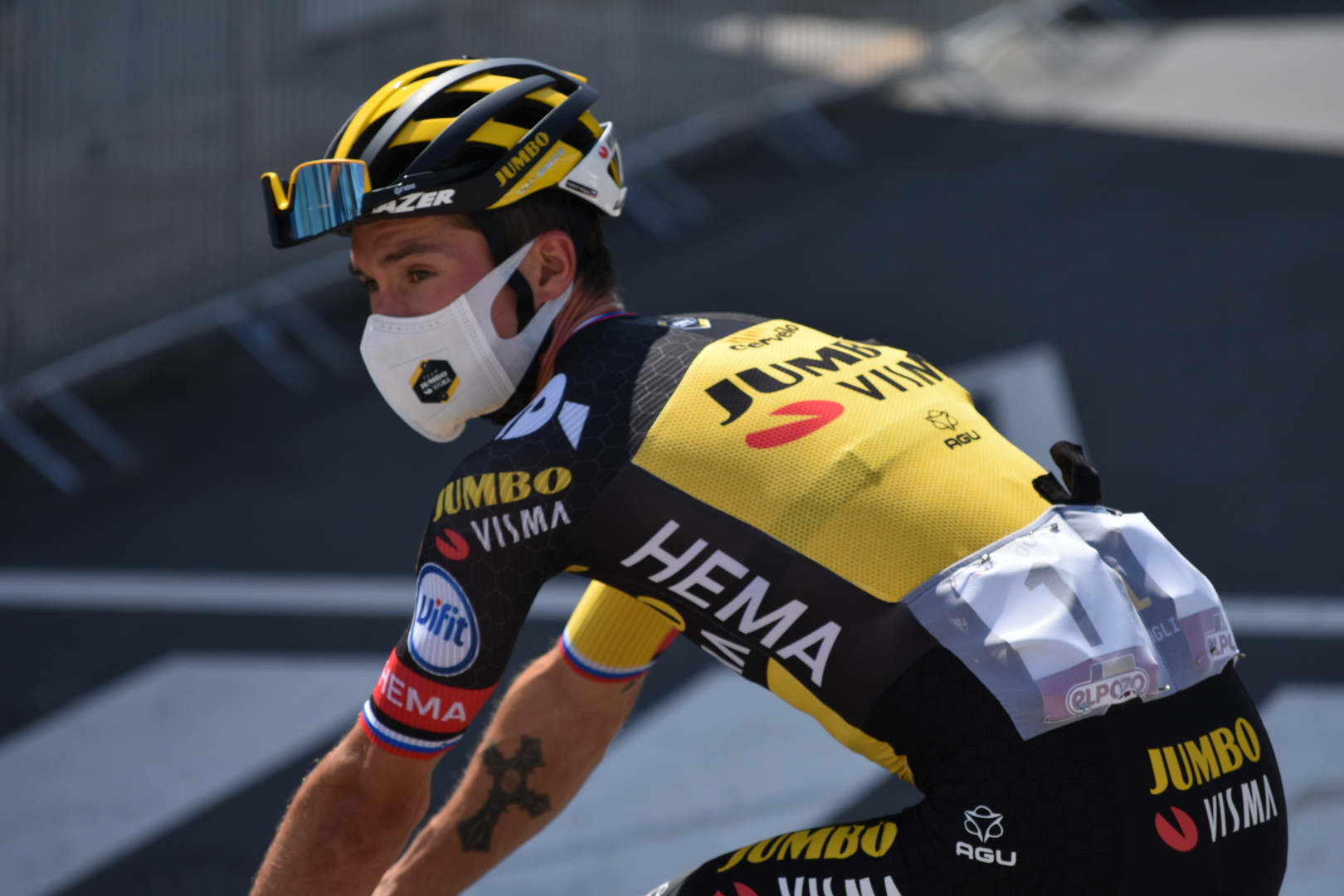
Roglič a Tarancón, sede di partenza della quinta tappa della Vuelta a España 2021

In giugno è al via del Tour come grande favorito: brillante nelle prime due tappe, dove ottiene in entrambe le occasioni il terzo posto, durante la terza frazione rimane vittima di una caduta e lascia sul traguardo di Pontivy 1'21" di ritardo. Evidentemente debilitato, pur ottenendo un settimo posto nella cronometro della quinta giornata di gara, durante l'ottava tappa va alla deriva, giungendo terzultimo sul traguardo di Le Grand-Bornand, pagando oltre 35' di ritardo dal vincitore Dylan Teuns: il giorno successivo decide di non prendere il via alla corsa, per preparare la seconda parte della stagione. Selezionato dalla nazionale slovena, partecipa ad entrambe le prove olimpiche di Tokyo: nella prova in linea è a disposizione del connazionale Pogačar e chiude ventottesimo, mentre nella prova a cronometro riesce a riscattarsi, vincendo nettamente e laureandosi campione olimpico. In agosto è al via della Vuelta a España, da campione in carica e nuovamente come favorito per la vittoria finale: vince subito la cronometro inaugurale di Burgos, prendendosi subito la maglia rossa di capoclassifica. Gestisce la corsa, lasciando la leadership per due tappe all'estone Rein Taaramäe e una al francese Kenny Elissonde; ritorna in possesso della roja per quattro frazioni, prima di ricederla per sette tappe al norvegese Odd Christian Eiking: in questo lasso di tempo conquista la sua seconda affermazione parziale sul traguardo di Valdepeñas de Jaén. Durante la diciassettesima tappa torna in possesso della maglia di leader, vincendo sull'arrivo in salita di Lagos de Covadonga, ipotecando di fatto la generale. Nella diciottesima e ventesima tappa, rispettivamente sui traguardi di Altu d'El Gamoniteiru e Mos/Castro de Herville, ottiene due secondi posti, guadagnando ulteriormente terreno, mentre nella cronometro conclusiva di Santiago de Compostela ottiene il poker di tappe, facendo sua per la terza volta consecutiva la generale della Vuelta. È infine al via delle classiche italiane di inizio ottobre, vincendo il suo secondo Giro dell'Emilia e la Milano-Torino, per poi concludere al quarto posto il Giro di Lombardia.

### 2022: i ritiri al Tour e alla Vuelta

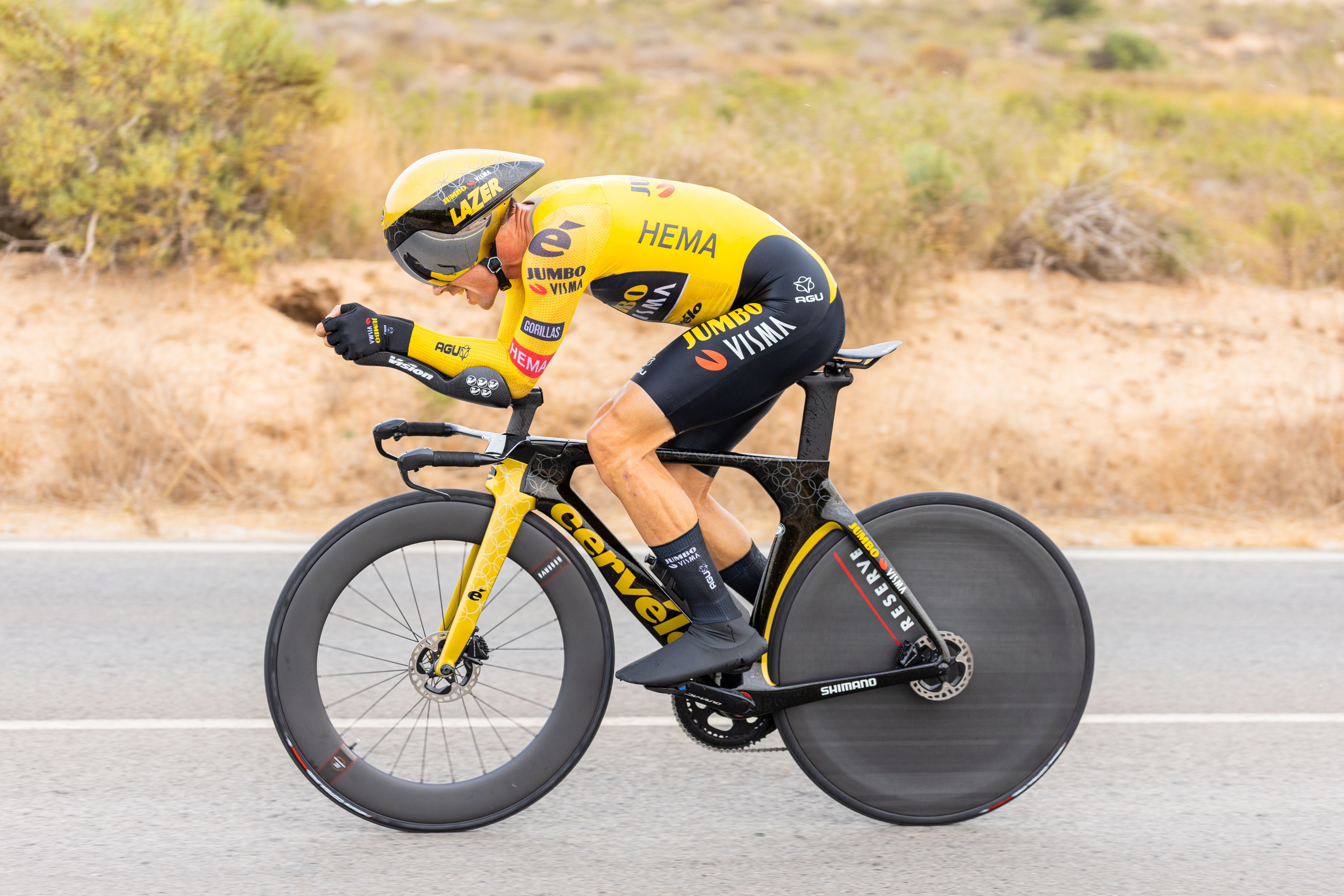
Roglič impegnato nella cronometro Elche-Alicante della decima tappa della Vuelta a España 2022

Con il Tour de France nuovamente nel mirino, comincia il 2022 alla Parigi-Nizza: dopo due secondi posti nella prima e nella quarta frazione, vince sul Col de Turini la settima tappa, conquistando il giorno successivo la classifica generale, quando riesce, grazie al fondamentale apporto del compagno di squadra Wout Van Aert, a limitare i danni dal tentativo di rimonta del britannico Simon Yates, che precede di 29". In aprile è al via del Giro dei Paesi Baschi durante i quali vince la cronometro d'apertura e tiene le insegne di capoclassifica fino al termine della quarta tappa, prima di scivolare fino all'ottavo posto finale. In vista Tour, a giugno partecipa al Giro del Delfinato: balza in testa alla classifica con il secondo posto nell'arrivo in salita della settima tappa, piazzamento che ripete anche il giorno successivo nell'ultima frazione, giungendo in parata assieme al più giovane compagno di squadra Jonas Vingegaard a Plateau de Solaison, aggiudicandosi in tal modo per la prima volta in carriera la generale della corsa. È poi la volta della Grande Boucle, che ancora una volta non parte nel migliore dei modi: è infatti vittima di una caduta durante la quinta frazione, caratterizzata da numerosi tratti di pavé, rimediando la lussazione di una spalla e perdendo terreno dai rivali sul traguardo di Arenberg Porte du Hainaut. Conclude al terzo posto la settima tappa sull'arrivo de La Super Planche des Belles Filles, risultando poi fondamentale nell'economia del successo finale del compagno Vingegaard nel corso dell'undicesima giornata di gara: nell'occasione attaccano a turno e a più riprese il momentaneo leader Pogačar su Télégraphe e Galibier, con il danese che staccherà poi definitivamente il portacolori della UAE sull'arrivo finale a Col du Granon Serre Chevalier, andandosi a prendere tappa e maglia gialla, che porterà poi fin sugli Champs-Élysées. Ormai fuori classifica, si mette quindi a completa disposizione di Vingegaard nelle giornate seguenti, vedendosi tuttavia costretto al ritiro al termine della quattordicesima tappa, a causa dei postumi della caduta.
Riuscito a recuperare in tempo per la Vuelta a España, vince a Utrecht con la sua Jumbo la cronosquadre d'apertura, mentre a livello individuale fa sua con uno sprint ristretto la quarta tappa di Laguardia, vestendo la maglia rossa. Ceduto il primato subito il giorno seguente in favore del francese Rudy Molard, non dimostra lo stesso livello di forma delle edizioni precedenti, assestandosi comunque in seconda posizione virtuale al termine della decima frazione, la cronometro Elche-Alicante, alle spalle del belga Remco Evenepoel, poi vincitore finale. Distante 1'34" dalla vetta, al termine di un attacco nei chilometri conclusivi della sedicesima frazione con arrivo a Tomares, in cui riesce peraltro a recuperare 8" al più giovane belga, è tuttavia vittima di una rovinosa caduta a pochi metri del traguardo a causa di un contatto col britannico Fred Wright nel corso della volata a cinque finale: il giorno successivo, dopo il Tour, è costretto ad abbandonare anche la corsa spagnola, terminando di fatto la stagione.

### 2023: la vittoria al Giro d'Italia e il podio alla Vuelta

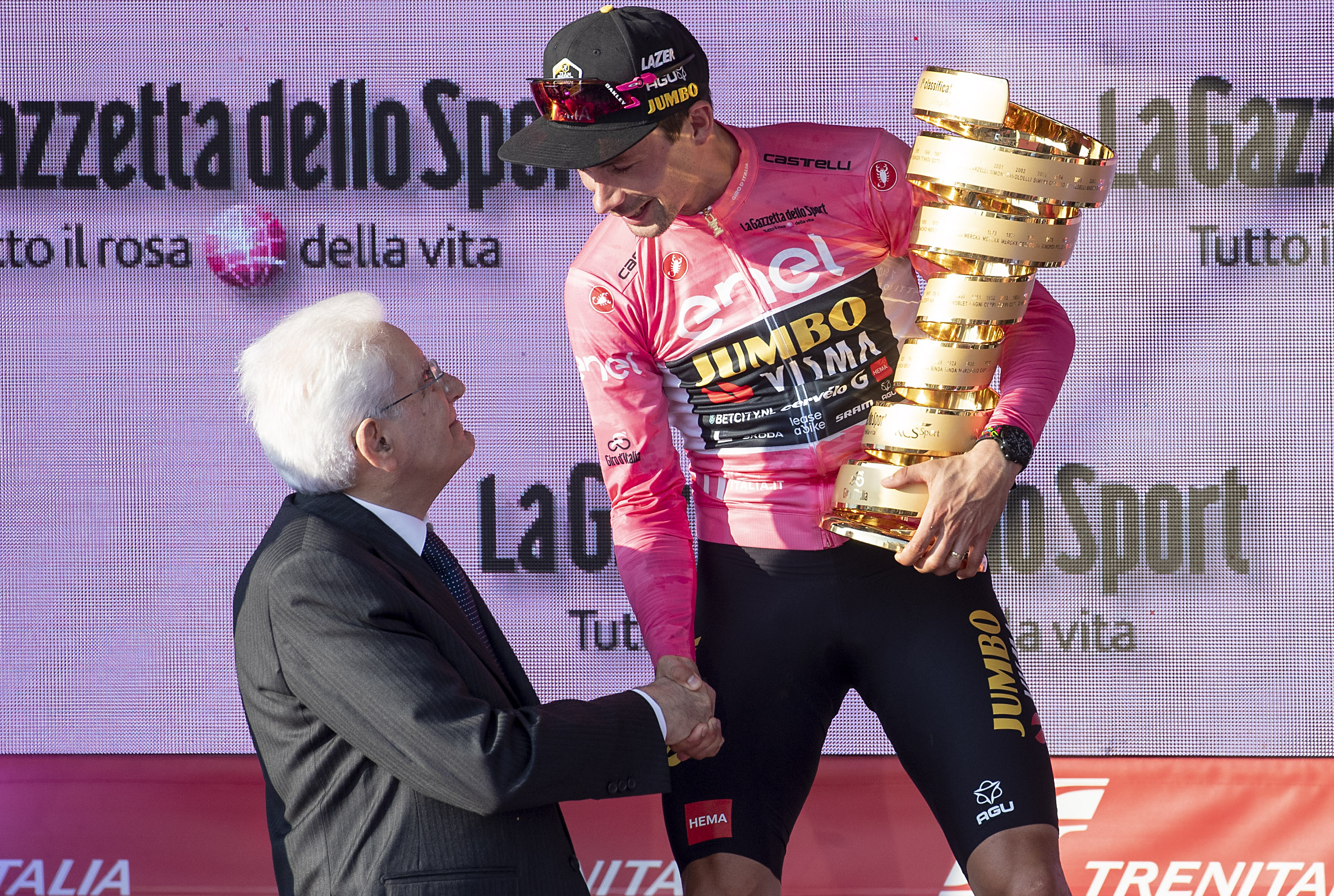
Roglič in maglia rosa al Giro d'Italia 2023 riceve il Trofeo Senza Fine dal Presidente della Repubblica Italiana Sergio Mattarella

Con il nuovo obiettivo Giro d'Italia, Roglič apre la stagione a inizio marzo alla Tirreno-Adriatico: durante la Corsa dei Due Mari è assoluto protagonista, conquistando quarta, quinta e sesta tappa e aggiudicandosi la classifica generale a quattro anni dal precedente successo. A fine mese fa sua anche la Volta Ciclista a Catalunya rendendosi artefice di un bel duello con Evenepoel, che precede nella classifica finale di soli 6": durante i sette giorni di gara vince la prima e la quinta frazione, cogliendo altri tre secondi posti parziali.
Per il successivo Giro d'Italia si prospetta un inizio difficile, con la Jumbo-Visma che si ritrova costretta a sostituire quattro degli otto ciclisti con brevissimo preavviso a causa di malanni e infortuni: ciononostante Roglič è tra i favoriti per la vittoria finale insieme a Evenepoel, Geraint Thomas e João Almeida. Nella cronometro inaugurale, con arrivo a Ortona, accumula 43" di ritardo dal rivale belga, aumentati a 47" dopo la seconda prova contro il tempo di Cesena della nona tappa, al termine della quale quest'ultimo è tuttavia costretto al ritiro a causa di una positività al COVID-19, lasciando Roglič a soli 2" dalla nuova maglia rosa Thomas. Il distacco rimane costante fino alla sedicesima frazione, quando Thomas risponde a un attacco di Almeida sul Monte Bondone, mentre Roglič accumula un ulteriore ritardo di 27", riuscendo a limitare i danni grazie al prezioso supporto del gregario Sepp Kuss. Recuperati appena 3" al gallese nella "tappa regina" della diciannovesima giornata di gara, l'impegnativa Longarone-Tre Cime di Lavaredo, arriva con un ritardo di 26" dal leader alla ventesima tappa, una cronoscalata al Monte Lussari decisiva ai fini della classifica generale: davanti a migliaia di sostenitori sloveni, Roglič domina la frazione nonostante un inconveniente meccanico avvenuto in uno dei punti più ripidi della salita, recuperando 40" a Thomas, secondo, e garantendosi così la vittoria finale con un vantaggio di 14". Conserva quindi la leadership nella passerella conclusiva di Roma e diventa il primo sloveno a conquistare la Corsa Rosa, nella sua quarta vittoria in un grande Giro.

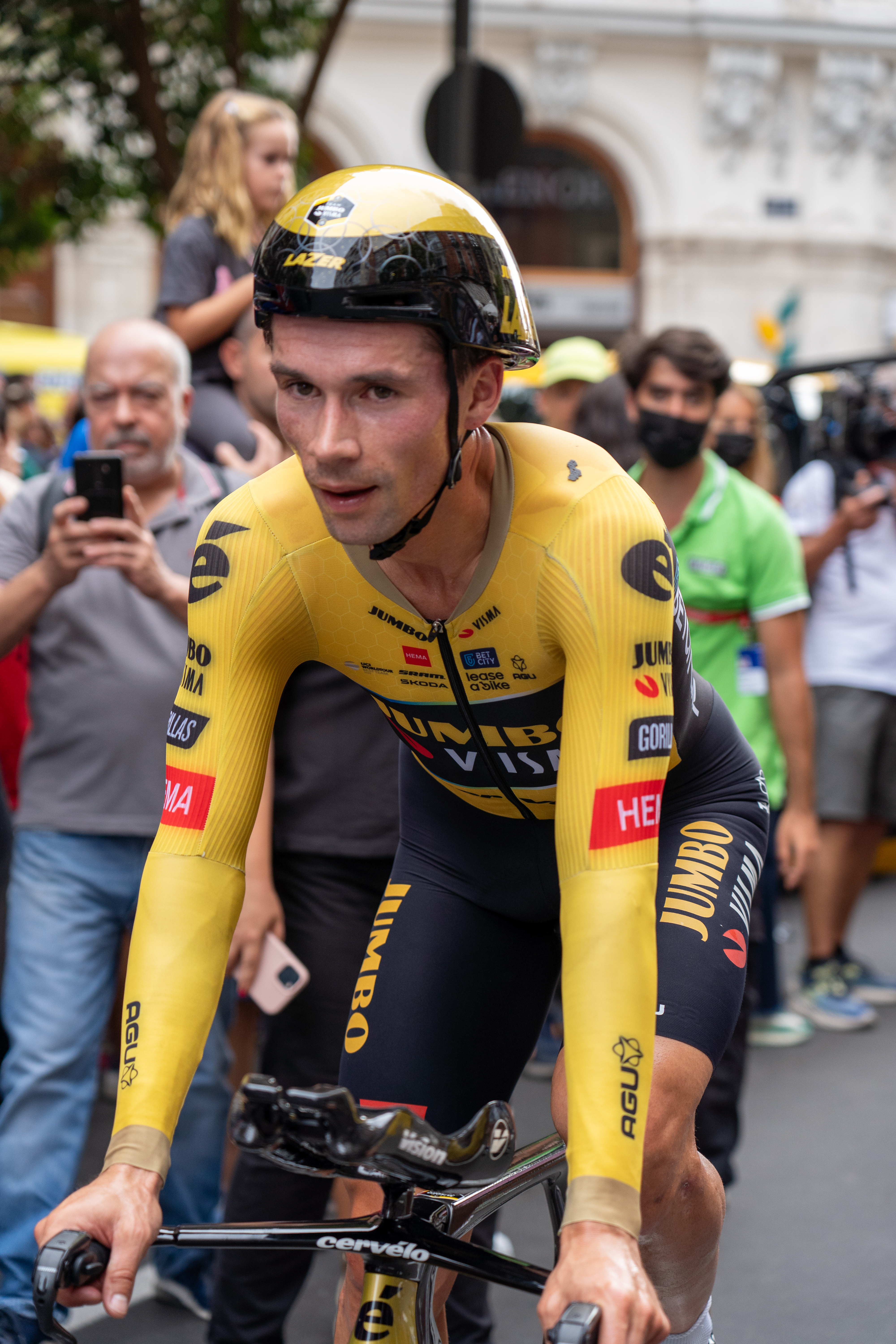
Roglič al termine della cronometro di Valladolid, meta della decima frazione della Vuelta a España 2023

In vista della Vuelta a España torna alle competizioni alla Vuelta a Burgos, dove oltre alla cronosquadre, vince la terza e la quinta tappa della corsa, andando a conquistare anche la classifica generale. Alla Vuelta condivide i gradi di leader della squadra con Vingegaard, sfidando il vincitore uscente Evenepoel. Complice una foratura del danese nella cronosquadre d'apertura di Barcellona, lo sloveno perde subito secondi preziosi in favore del belga, vantaggio che viene consolidato con una vittoria allo sprint sul gruppetto dei favoriti nel primo arrivo in salita di Arinsal. Il duo Jumbo recupera tuttavia gran parte del terreno perso durante gli ultimi chilometri di ascesa verso l'Observatorio Astrofísico de Javalambre, meta della sesta frazione, nel giorno del successo in fuga del loro compagno di squadra Kuss, che gli guadagna circa tre minuti. Due giorni più tardi Roglič vince a Xorret de Catí con una volata ristretta su Evenepoel, mentre Kuss balza al comando della classifica generale. Un'inaspettata crisi nelle fasi iniziali della tredicesima tappa, una delle due "giornate chiave" con arrivo sul Col du Tourmalet, colpisce tuttavia il giovane alfiere della Quick-Step, che all'arrivo paga più di 27 minuti di ritardo, tagliandolo irrimediabilmente fuori per la lotta alla maglia rossa: Kuss, Roglič e Vingegaard, vincitore sull'iconica salita, occupano così nell'ordine i momentanei primi tre posti della generale, con l'americano che conserva ancora rispettivamente 1'37" e 1'44" sui due capitani, in seguito all'egregia difesa nella cronometro di Valladolid di tre giorni prima. Con un margine pari a poco più di un minuto con il quale Vingegaard distanzia nuovamente tutti i rivali a Bejes, prendendosi anche la sedicesima frazione, questi scavalca Roglič in classifica; lo sloveno lo precede invece il giorno seguente sul durissimo e decisivo Alto de l'Angliru in un arrivo in coppia, con Kuss, terzo e staccato di 19", che difende comunque la leadership per 8". Dopo aver dominato la corsa in lungo e in largo nell'arco delle tre settimane e aver controllato la situazione nelle restanti giornate di gara, la Jumbo piazza i suoi tre atleti di riferimento sul podio di Madrid, con Roglič a occupare il terzo gradino, a 1'08" dal sorprendente vincitore Kuss. Conclude un'ottima e proficua annata con le gare autunnali del calendario italiano: dopo aver vinto per la terza volta sul San Luca il Giro dell'Emilia, è quarto alla Tre Valli Varesine e terzo al Giro di Lombardia.

### 2024: la caduta al Tour e la quarta Vuelta

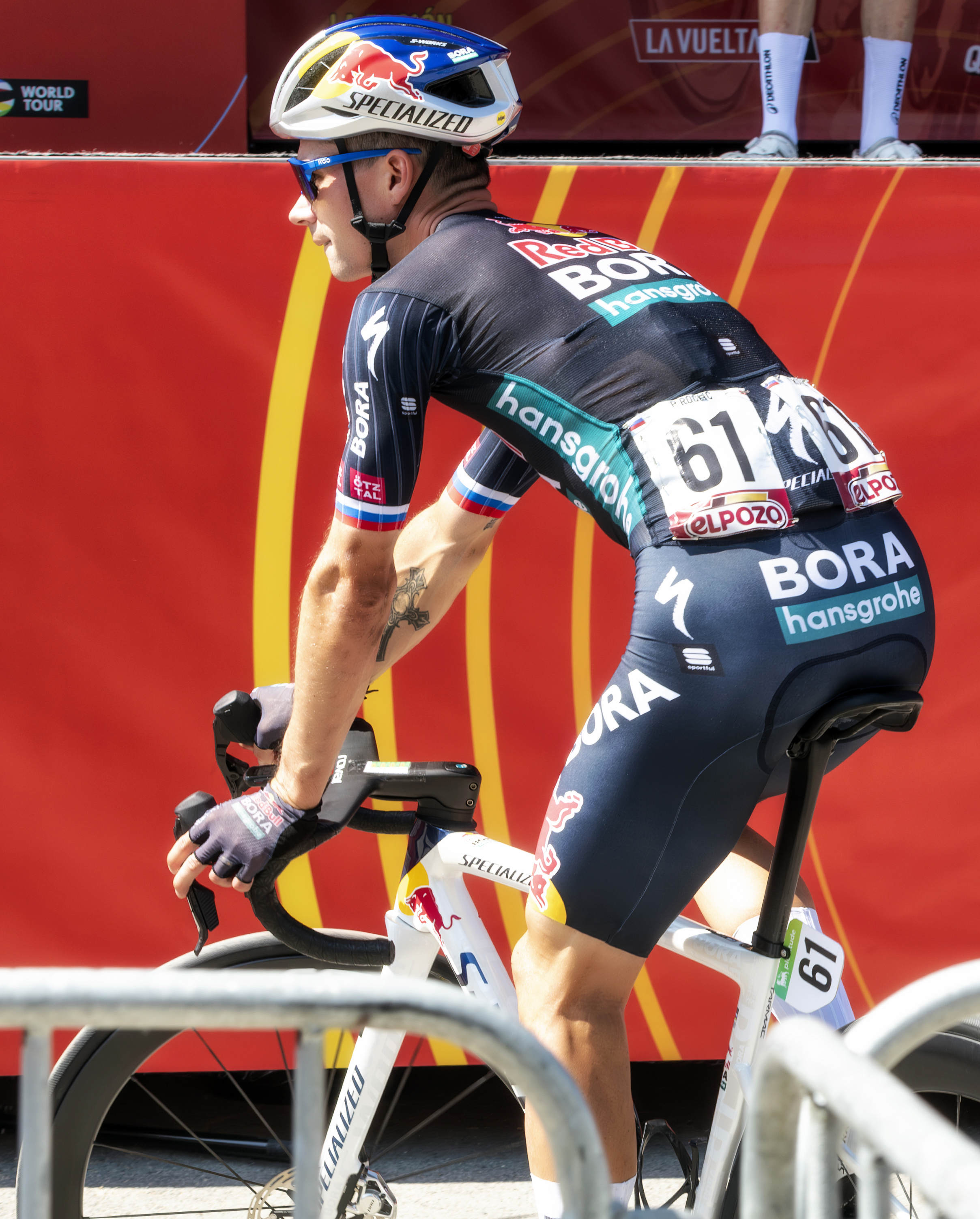
Roglič a Plasencia, partenza della quarta tappa della Vuelta a España 2024

Nel 2024 Roglič cambia squadra e passa ai tedeschi della Bora, con l'obiettivo dichiarato del Tour de France. Con i nuovi colori debutta a marzo alla Parigi-Nizza, dimostrando tuttavia una condizione fisica ancora approssimativa: durante gli otto giorni di gara non va infatti oltre un terzo posto di tappa, andando in crisi nell'ultima frazione conclusa a oltre 4 minuti dal vincitore, terminando in decima posizione a 5'33" dallo statunitense Matteo Jorgenson. Il mese successivo è al via del Giro dei Paesi Baschi: inizia subito con tutt'altro piglio, ottenendo la prima vittoria con la nuova maglia nella cronometro d'apertura di Irun. Il prosieguo è però nuovamente negativo: è infatti vittima di due pesanti cadute nel corso della terza e della quarta frazione, con la seconda, che vede fortemente coinvolti anche Vingegaard ed Evenepoel, due dei principali rivali in vista del Tour, che lo costringe al ritiro forzato.
Torna in gara a inizio giugno al Giro del Delfinato, ultimo avvicinamento alla Grande Boucle: parte bene, con un secondo e un terzo posto nella seconda e nella quarta tappa che lo collocano momentaneamente in seconda posizione. Durante la quinta giornata di gara, poi neutralizzata per ragioni di sicurezza, è tra i tanti coinvolti nell'ennesima caduta stagionale; ciononostante, lo sloveno è stavolta in grado di proseguire e vince consecutivamente gli arrivi in salita della sesta e della settima tappa, ottenendo la leadership della generale con 1'02" sull'immediato inseguitore Jorgenson. Durante l'ottava e ultima frazione di montagna va sorprendentemente in difficoltà sull'ultima asperità di Plateau des Glières, salvando comunque la maglia per soli 8" dallo statunitense della Visma e conquistando così la corsa per la seconda volta in carriera.

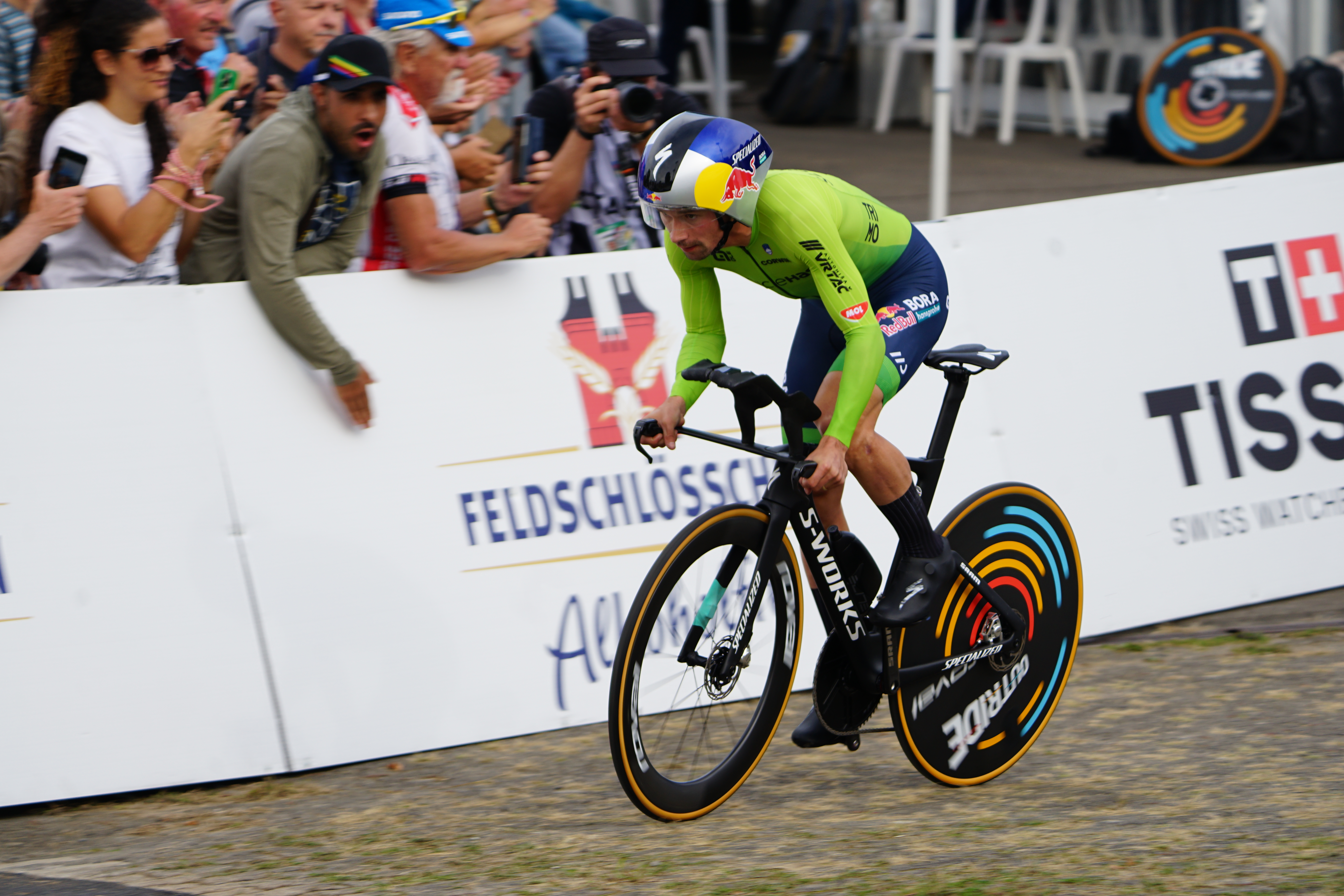
Roglič nei primi attimi della cronometro dei campionati del mondo 2024 di Zurigo

A giugno si presenta quindi al Tour, senza tuttavia eccellere: ottiene come miglior risultato un terzo posto nella cronometro di Gevrey-Chambertin ed è poi costretto nuovamente al ritiro per una caduta occorsa nel finale della dodicesima tappa, quando aveva comunque già accumulato un cospicuo ritardo in classifica dal poi vincitore Pogačar. Riesce a recuperare per metà agosto e prendere il via della Vuelta a España: vince sul Pico Villercuas il primo arrivo in salita della quarta tappa, ottenendo anche la maglia rossa di leader. Perde le insegne del primato due giorni più tardi, quando l'australiano Ben O'Connor trionfa al termine di una lunga fuga, andando a guadagnare 6'31" sul gruppo dei favoriti e sfilando la maglia rossa allo sloveno, ora secondo a ben 4'51". Le due successive settimane di corsa vedono Roglič recuperare progressivamente tutto lo svantaggio accumulato dal portacolori della Decathlon, sempre in difficoltà in ogni tappa di montagna. Lo sloveno, che aveva nel frattempo conquistato l'ottava frazione sopravanzando a Cazorla lo spagnolo Enric Mas in uno sprint a due, compie il definitivo sorpasso in classifica al termine della diciannovesima tappa, staccando nuovamente O'Connor e imponendosi in solitaria sull'Alto de Moncalvillo. Consolida in vantaggio nelle conclusive due giornate, l'arrivo sul Picón Blanco e la cronometro di Madrid: il podio finale, che lo vede primeggiare con 2'36" su O'Connor e 3'13" su Mas, rappresenta la quarta Vuelta conquistata in carriera per Roglič,  che raggiunge così il record assoluto di vittorie dello spagnolo Roberto Heras. Partecipa in seguito ai campionati del mondo di Zurigo, concludendo al dodicesimo posto la cronometro e lontano dai migliori la prova in linea vinta dal connazionale Pogačar, e finisce la stagione con due classiche italiane, Giro dell'Emilia e Coppa Bernocchi, non portandole a termine.

## Palmarès

### Strada
- 2014 (Adria Mobil, due vittorie)

2ª tappa Tour d'Azerbaïdjan (Baku > İsmayıllı)
Croatia-Slovenia
- 2015 (Adria Mobil, cinque vittorie)

2ª tappa Tour d'Azerbaïdjan (Baku > İsmayıllı)
Classifica generale Tour d'Azerbaïdjan
3ª tappa Giro di Slovenia (Dobrovnik > Trije Kralji)
Classifica generale Giro di Slovenia
5ª tappa Tour of Qinghai Lake (Xihaizhen > Gonghe)
- 2016 (Team Lotto NL-Jumbo, due vittorie)

9ª tappa Giro d'Italia (Radda in Chianti > Greve in Chianti, cronometro)
Campionati sloveni, Prova a cronometro
- 2017 (Team Lotto NL-Jumbo, sei vittorie)

Classifica generale Volta ao Algarve
4ª tappa Giro dei Paesi Baschi (San Sebastián > Bilbao)
6ª tappa Giro dei Paesi Baschi (Eibar > Eibar, cronometro)
5ª tappa Giro di Romandia (Losanna > Losanna, cronometro)
Prologo Ster ZLM Toer (Westkapelle > Westkapelle, cronometro)
17ª tappa Tour de France (La Mure > Serre Chevalier)
- 2018 (Team Lotto NL-Jumbo, otto vittorie)

3ª tappa Tirreno-Adriatico (Follonica > Trevi)
4ª tappa Giro dei Paesi Baschi (Lodosa > Lodosa, cronometro)
Classifica generale Giro dei Paesi Baschi
Classifica generale Giro di Romandia
4ª tappa Giro di Slovenia (Lubiana > Kamnik)
5ª tappa Giro di Slovenia (Trebnje > Novo mesto, cronometro)
Classifica generale Giro di Slovenia
19ª tappa Tour de France (Lourdes > Laruns)
- 2019 (Team Jumbo-Visma, tredici vittorie)

6ª tappa UAE Tour (Ajman > Jebel Jais)
Classifica generale UAE Tour
Classifica generale Tirreno-Adriatico
1ª tappa Giro di Romandia (Neuchâtel > La Chaux-de-Fonds)
4ª tappa Giro di Romandia (Lucens > Torgon)
5ª tappa Giro di Romandia (Ginevra > Ginevra, cronometro)
Classifica generale Giro di Romandia
1ª tappa Giro d'Italia (Bologna > San Luca, cronometro)
9ª tappa Giro d'Italia (Riccione > San Marino, cronometro)
10ª tappa Vuelta a España (Jurançon > Pau, cronometro)
Classifica generale Vuelta a España
Giro dell'Emilia
Tre Valli Varesine
- 2020 (Jumbo-Visma, dodici vittorie)

Campionati sloveni, Prova in linea
2ª tappa Tour de l'Ain (Lagnieu > Lélex Monts-Jura)
3ª tappa Tour de l'Ain (Saint-Vulbas > Grand Colombier)
Classifica generale Tour de l'Ain
2ª tappa Giro del Delfinato (Vienne > Col de Porte)
4ª tappa Tour de France (Sisteron > Orcières-Merlette)
Liegi-Bastogne-Liegi
1ª tappa Vuelta a España (Irun > Eibar/Arrate)
8ª tappa Vuelta a España (Logroño > Alto de Moncalvillo)
10ª tappa Vuelta a España (Castro-Urdiales > Suances)
13ª tappa Vuelta a España (Muros > Mirador de Ézaro, cronometro)
Classifica generale Vuelta a España
- 2021 (Jumbo-Visma, tredici vittorie)

4ª tappa Parigi-Nizza (Chalon-sur-Saône > Chiroubles)
6ª tappa Parigi-Nizza (Brignoles > Biot)
7ª tappa Parigi-Nizza (Le Broc > Valdeblore La Colmiane)
1ª tappa Giro dei Paesi Baschi (Bilbao > Bilbao, cronometro)
Classifica generale Giro dei Paesi Baschi
Giochi olimpici, Prova a cronometro
1ª tappa Vuelta a España (Burgos > Burgos, cronometro)
11ª tappa Vuelta a España (Antequera > Valdepeñas de Jaén)
17ª tappa Vuelta a España (Unquera > Lagos de Covadonga)
21ª tappa Vuelta a España (Padrón > Santiago de Compostela, cronometro)
Classifica generale Vuelta a España
Giro dell'Emilia
Milano-Torino
- 2022 (Jumbo-Visma, cinque vittorie)

7ª tappa Parigi-Nizza (Nizza > Col de Turini)
Classifica generale Parigi-Nizza
1ª tappa Giro dei Paesi Baschi (Hondarribia > Hondarribia, cronometro)
Classifica generale Giro del Delfinato
4ª tappa Vuelta a España (Vitoria-Gasteiz > Laguardia)
- 2023 (Jumbo-Visma, quindici vittorie)

4ª tappa Tirreno-Adriatico (Greccio > Tortoreto)
5ª tappa Tirreno-Adriatico (Morro d'Oro > Sarnano-Sassotetto)
6ª tappa Tirreno-Adriatico (Osimo Stazione > Osimo)
Classifica generale Tirreno-Adriatico
1ª tappa Volta Ciclista a Catalunya (Sant Feliu de Guíxols > Sant Feliu de Guíxols)
5ª tappa Volta Ciclista a Catalunya (Tortosa > Lo Port)
Classifica generale Volta Ciclista a Catalunya
20ª tappa Giro d'Italia (Tarvisio > Monte Lussari, cronometro)
Classifica generale Giro d'Italia
3ª tappa Vuelta a Burgos (Sargentes de la Lora > Villarcayo)
5ª tappa Vuelta a Burgos (Golmayo > Lagunas de Neila)
Classifica generale Vuelta a Burgos
8ª tappa Vuelta a España (Dénia > Xorret de Catí)
17ª tappa Vuelta a España (Ribadesella > Alto de l'Angliru)
Giro dell'Emilia
- 2024 (Bora-Hansgrohe/Red Bull-Bora-Hansgrohe, otto vittorie)

1ª tappa Giro dei Paesi Baschi (Irun > Irun, cronometro)
6ª tappa Giro del Delfinato (Hauterives > Le Collet d'Allevard)
7ª tappa Giro del Delfinato (Albertville > Samoëns 1600)
Classifica generale Giro del Delfinato
4ª tappa Vuelta a España (Plasencia > Pico Villuercas)
8ª tappa Vuelta a España (Úbeda > Cazorla)
19ª tappa Vuelta a España (Logroño > Alto de Moncalvillo)
Classifica generale Vuelta a España
- 2025 (Red Bull-Bora-Hansgrohe, tre vittorie)

4ª tappa Volta Ciclista a Catalunya (Sant Vicenç de Castellet > Montserrat Mil·lenari)
7ª tappa Volta Ciclista a Catalunya (Barcellona > Barcellona)
Classifica generale Volta Ciclista a Catalunya

#### Altri successi
- 2014 (Adria Mobil)

Classifica scalatori Sibiu Cycling Tour
- 2015 (Adria Mobil)

Classifica scalatori Settimana Internazionale di Coppi e Bartali
- 2017 (Team Lotto NL-Jumbo)

Profronde van Zevenbergen
- 2018 (Team Lotto NL-Jumbo)

Classifica a punti Giro dei Paesi Baschi
5ª tappa Tour of Britain (Cockermouth > Whinlatter Pass, cronosquadre)
- 2019 (Team Jumbo-Visma)

1ª tappa UAE Tour (Al Hudayriat Island > Al Hudayriat Island, cronosquadre)
Classifica a punti Giro di Romandia
Classifica a punti Vuelta a España
Classifica generale UCI Europe Tour
Classifica generale UCI World Ranking
- 2020 (Jumbo-Visma)

Classifica a punti Tour de l'Ain
Classifica a punti Vuelta a España
Classifica generale UCI Europe Tour
Classifica generale UCI World Ranking
- 2021 (Jumbo-Visma)

Classifica a punti Parigi-Nizza
Classifica a punti Giro dei Paesi Baschi
Classifica scalatori Giro dei Paesi Baschi
Beking Monaco
- 2022 (Jumbo-Visma)

1ª tappa Vuelta a España (Utrecht > Utrecht, cronosquadre)
- 2023 (Jumbo-Visma)

Classifica a punti Tirreno-Adriatico
Classifica scalatori Tirreno-Adriatico
Classifica a punti Volta Ciclista a Catalunya
2ª tappa Vuelta a Burgos (Oña > Poza de la Sal, cronosquadre)
Classifica a punti Vuelta a Burgos
- 2024 (Bora-Hansgrohe)

Classifica a punti Giro del Delfinato
- 2025 (Red Bull-Bora-Hansgrohe)

Classifica a punti Volta Ciclista a Catalunya
Classifica scalatori Volta Ciclista a Catalunya

## Piazzamenti

### Grandi Giri
- Giro d'Italia

2016: 58º
2019: 3º
2023: vincitore
2025: ritirato (16ª tappa)
- Tour de France

2017: 38º
2018: 4º
2020: 2º
2021: ritirato (9ª tappa)
2022: non partito (15ª tappa)
2024: non partito (13ª tappa)
2025: 8º
- Vuelta a España

2019: vincitore
2020: vincitore
2021: vincitore
2022: non partito (17ª tappa)
2023: 3º
2024: vincitore

### Classiche monumento
- Milano-Sanremo

2017: 67º
2022: 17º
- Liegi-Bastogne-Liegi

2020: vincitore
2021: 13º
- Giro di Lombardia

2017: 40º
2018: 17º
2019: 7º
2021: 4º
2023: 3º

### Competizioni mondiali
- Campionati del mondo

Ponferrada 2014 - Cronosquadre: 27º
Doha 2016 - Cronosquadre: 5º
Doha 2016 - Cronometro Elite: 24º
Bergen 2017 - Cronosquadre: 7º
Bergen 2017 - Cronometro Elite: 2º
Bergen 2017- In linea Elite: 121º
Innsbruck 2018 - In linea Elite: 34º
Yorkshire 2019 - Cronometro Elite: 12º
Yorkshire 2019 - In linea Elite: ritirato
Imola 2020 - In linea Elite: 6º
Fiandre 2021 - In linea Elite: 48º
Zurigo 2024 - Cronometro Elite: 12º
Zurigo 2024 - In linea Elite: 64º
- Giochi olimpici

Rio de Janeiro 2016 - In linea: 26º
Rio de Janeiro 2016 - Cronometro: 10º
Tokyo 2020 - In linea: 28º
Tokyo 2020 - Cronometro: vincitore
- UCI World Tour/UCI World Ranking

UCI World Ranking 2015: 116º
UCI World Tour 2016: 112º
UCI World Ranking 2016: 131º
UCI World Tour 2017: 27º
UCI World Ranking 2017: 21º
UCI World Tour 2018: 11º
UCI World Ranking 2018: 12º
UCI World Ranking 2019: vincitore
UCI World Ranking 2020: vincitore
UCI World Ranking 2021: 3º
UCI World Ranking 2022: 24º
UCI World Ranking 2023: 4º
UCI World Ranking 2024: 8º

### Competizioni continentali
- Campionati europei

Plumelec 2016 - Cronometro Elite: 7º

## Palmarès - Salto con gli sci

### Mondiali juniores
- 2 medaglie:
  - 1 oro (gara a squadre a Tarvisio 2007)
  - 1 argento (gara a squadre a Kranj 2006)

## Riconoscimenti
- Ciclista sloveno dell'anno nel 2016[senza fonte], 2017,[150] 2018,[151] 2019[152] e 2020[153]
- Sportivo sloveno dell'anno nel 2019[154] e 2020[155]
- Vélo d'Or nel 2020[156]